# Добановці
Добановці (серб. Добановци) — поселення в общині Сурчин міста Белград. Населення за даними перепису 2011 року — 8503 особи.
Розташоване в південно-східному Сремі, за 18 км на захід від центру Белграда, в белградській общині Сурчин, поруч з автомагістралями Белград — Загреб і Белград — Новий Сад. Згідно з переписом 2002 року у Добановцях проживає 8128 жителів, через село проходять лінії 603 (Угриновці — Добановці — Ледіне), 606 (Грмовац — Добановці), 611 (Земун — Добановці) та нічна лінія 601 (Головна залізнична станція — Добановці).

## Історія

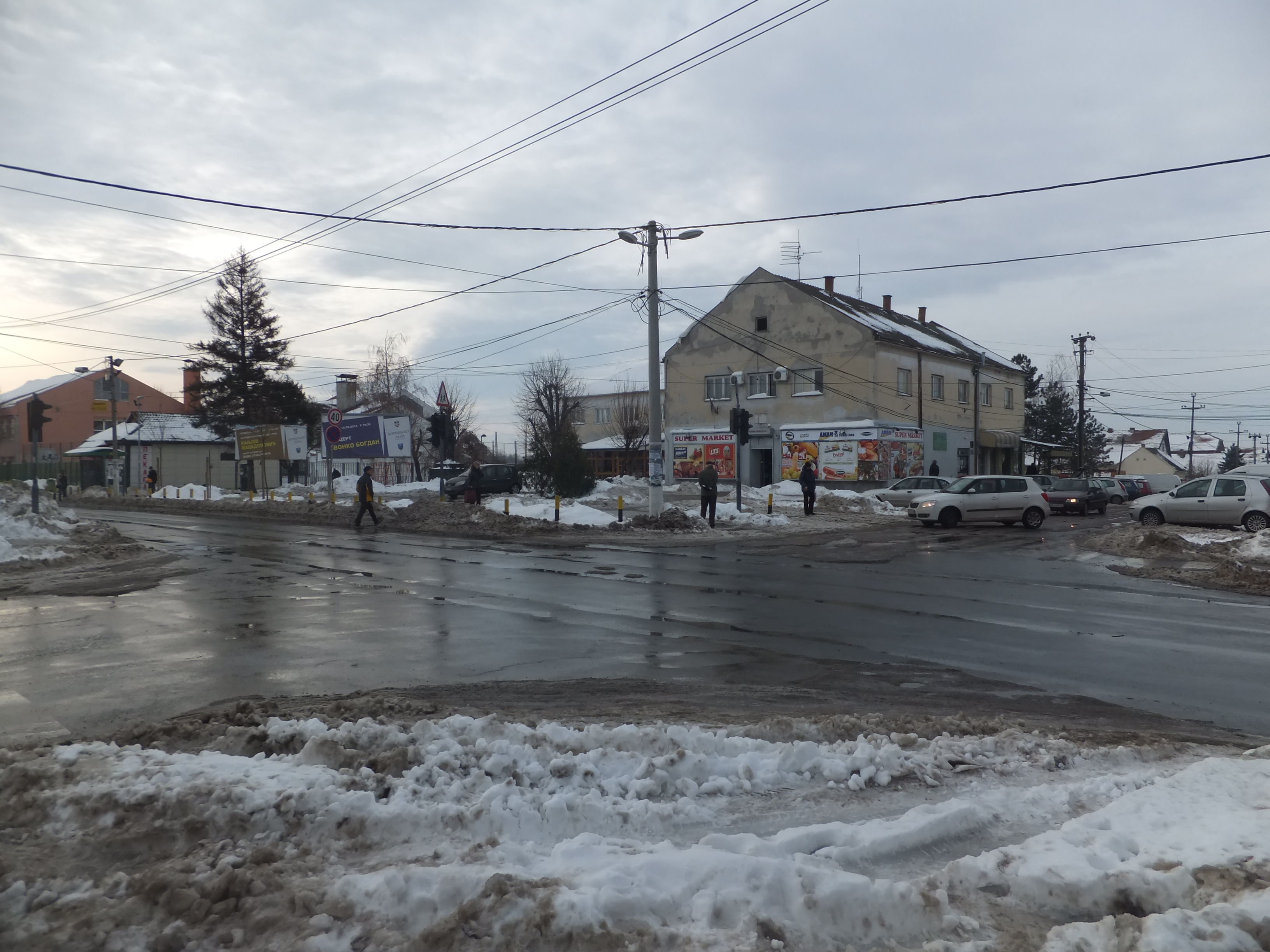
Центр Добановців

Добановці вперше згадуються у 1404 році в угорському середньовічному документі, хоча ймовірно, що вони існували й раніше. Найдавніші конкретні відомості з 16 століття, записані для податків: два турецьких переписи, один з 1546 року, а інший з 1566—1567 років.
У першому переписі перераховано 50 дворів, які сплачували по 408 акчі податкового боргу, не враховуючи плати за випас, а в другому — 43 двори, які сплачували майже подвійний розмір податку. Зі згаданих списків видно, що жителі Добановців були сербами.
Немає точних відомостей про час побудови церкви в Добановцях, але в переписі 1546 року також згадується сільський поп. Церква Святого Миколая (сільська слава) збудована у 1732 році. Нинішня церква Святого Миколая побудована в 1803 році. знаходиться під охороною держави. Іконостас збудований у 1842 році і є роботою Петра Чортановича.
Школа в Добановцях почала свою роботу в другій половині XVIII ст. Будівля школи збудована в 1890  році, а в 1908 році також відкривається вчительська посада для вчителя словацької мови.
У першій половині 19 століття до Добановців переселилися словаки переважно з Бачки. Вони належали до парафії в Болєвцях, а євангельську церкву збудували трохи пізніше.
На початку Першої світової війни сербська армія ненадовго зайняла це місце. Після їхнього відходу 20 вересня (3 жовтня) угорські жандарми штрафкори захопили в полон і вбили 11 жителів села. Оссуарій і пам'ятник встановлені в 1936 році .

## Демографія

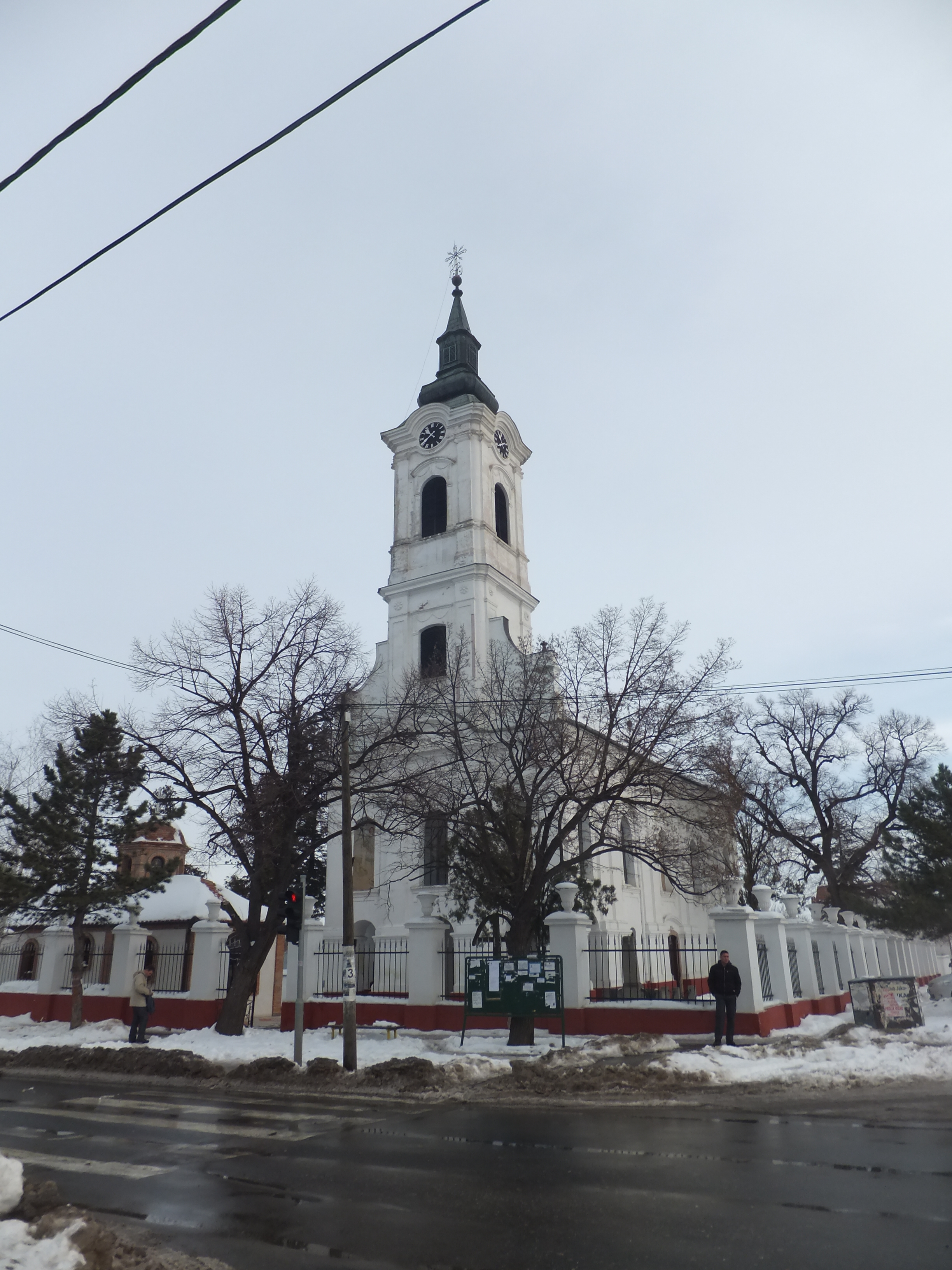
Церква Святого Миколая в Добановцях

У поселені Добановці проживає 6412 дорослих осіб, середній вік населення становить 38,6 років (37,6 — чоловіків та 39,6 — жінок). Є 2353 домогосподарства, середня кількість осіб в домогосподарстві — 3,45 особи.
Цей населений пункт переважно населений сербами (за переписом 2002 року рік), а в останніх трьох переписах спостерігалося збільшення кількості жителів.

## Спорт
- ФК Будучность Добановці заснований у 1920 році і зараз виступає в Першій лізі Сербії.

## Галерея

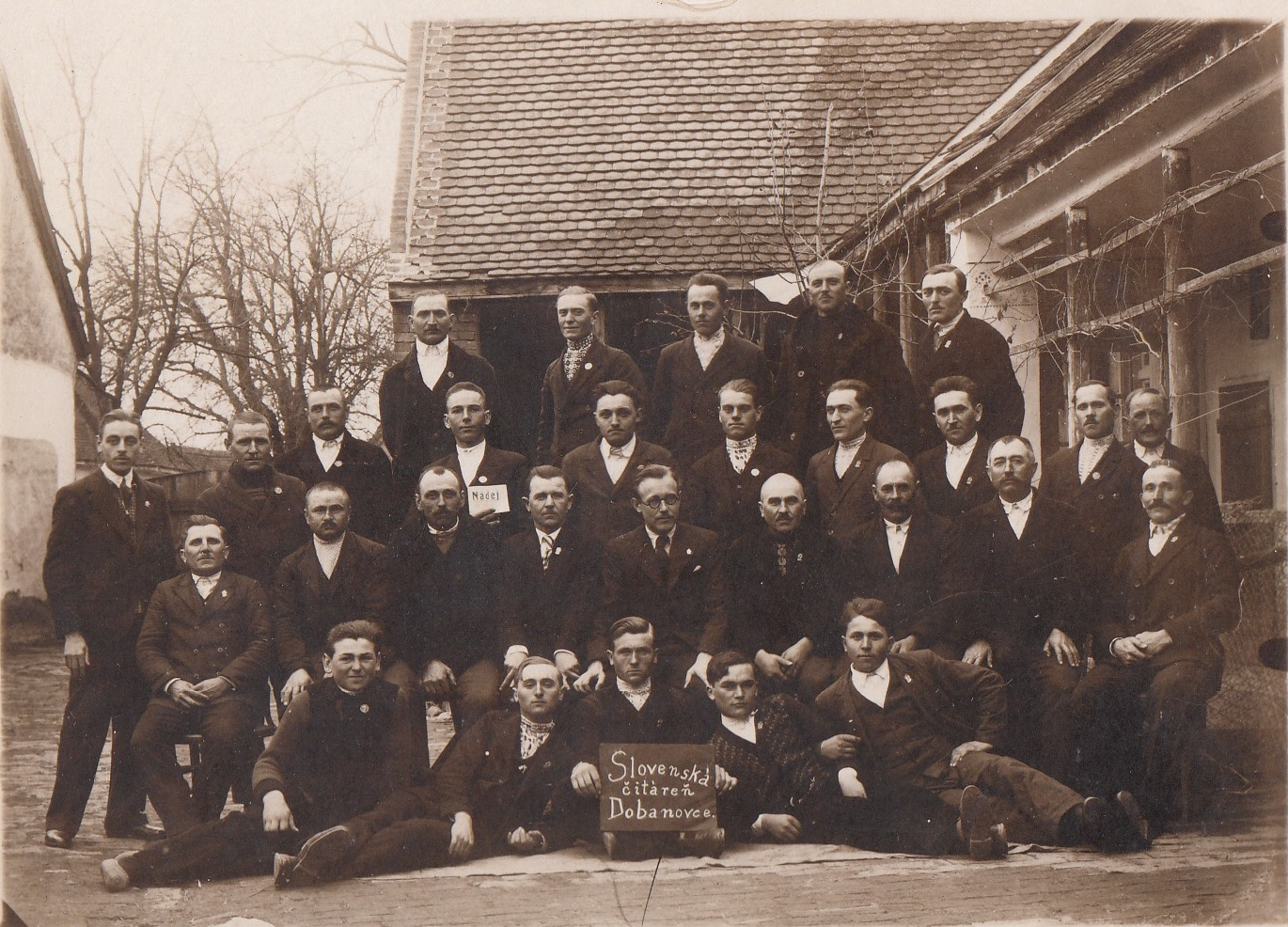
Члени словацької читальні в Добановцях (1932)
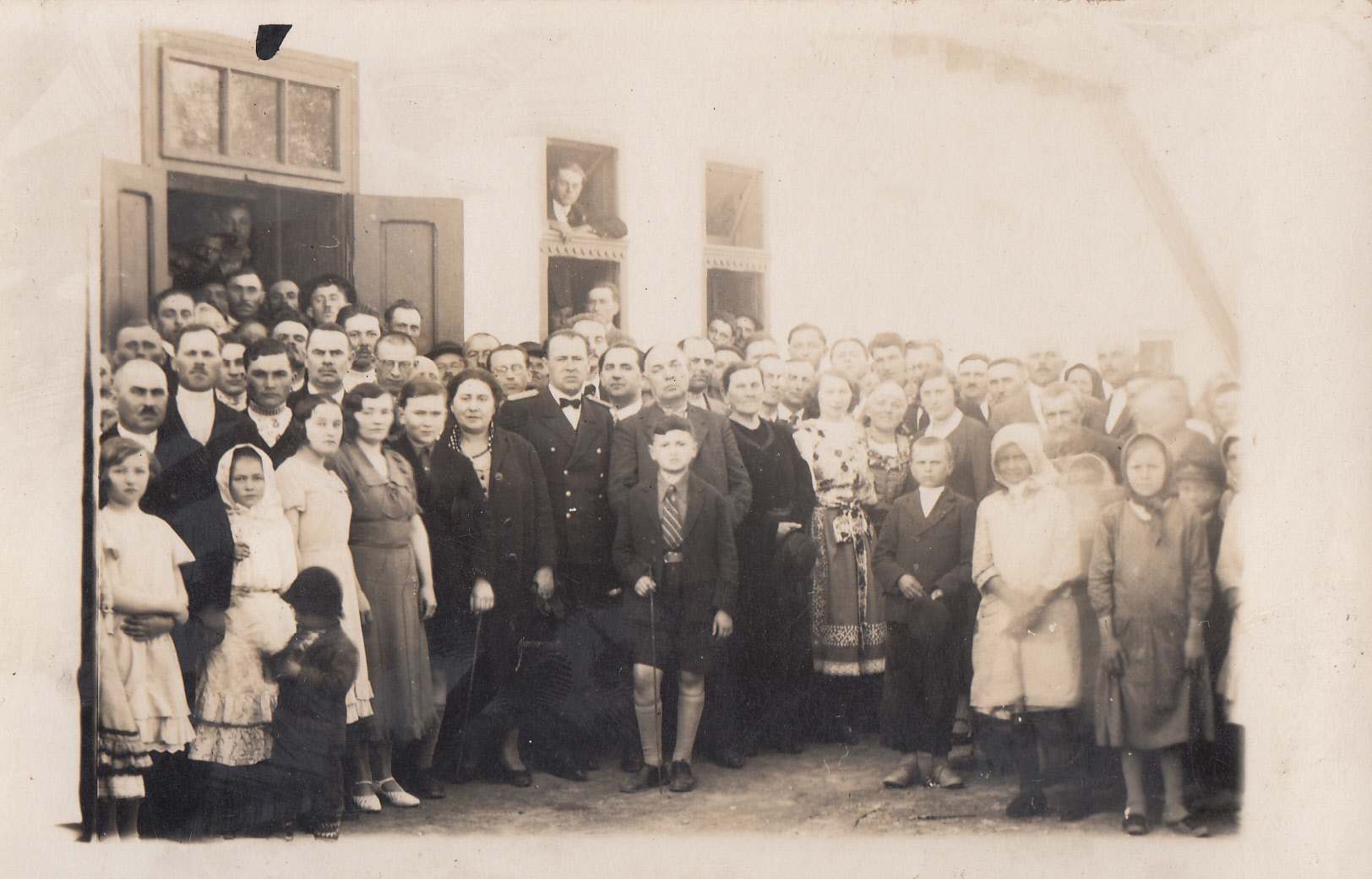
Відкриття Словацького народного дому в Добановцях (1934)
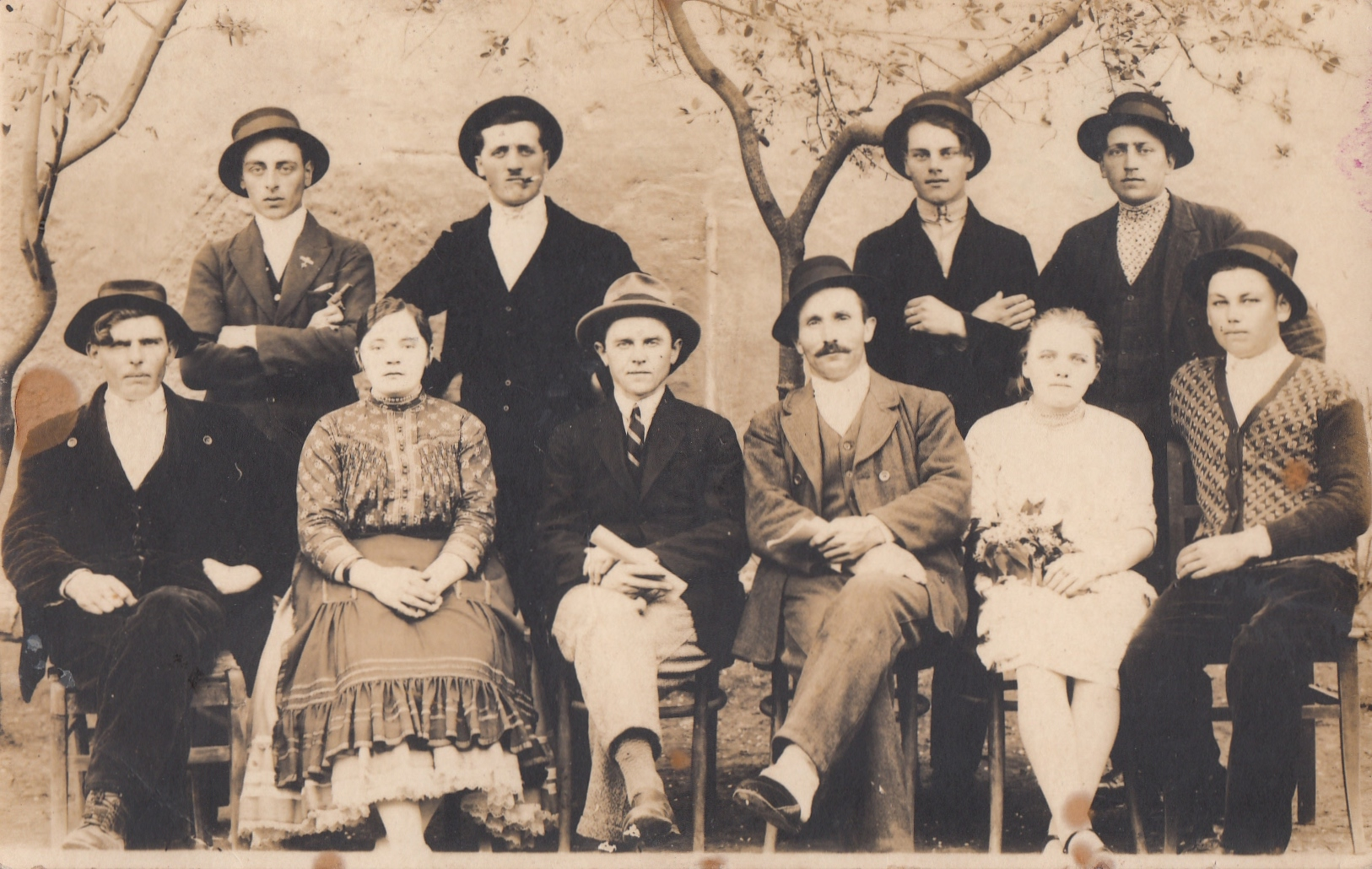
Учасники першої вистави словацького аматорського театру в Добановцях (1929)